# Petr Šimíček
Petr Šimíček (* 1971 Ostrava) je český pedagog, středoškolský učitel na Gymnáziu Olgy Havlové a autor metodických publikací. Dále je jedním ze zakladatelů významného vzdělávacího portálu Moderní dějiny.cz, který poskytuje komplexní materiály k výuce dějepisu v České republice. Dlouhá léta působil rovněž jako šéfredaktor této edukační platformy. Byl také členem skupiny pro výuku dějepisu na Ministerstvu školství ČR, dokud nepřestala existovat.

## Život
Je absolventem Gymnázia Olgy Havlové v Ostravě-Porubě. Vystudoval Filozofickou fakultu Masarykovy univerzity. Od poloviny 90. let působí jako středoškolský učitel dějepisu a českého jazyka na Gymnáziu Olgy Havlové. Pořádá studentské semináře a konference k tematice moderních dějin a celému 20. století, kterých se pravidelně zúčastňují pamětníci z řad minulého režimu a další známí hosté – např. členové skupiny The Plastic People of the Universe anebo v roce 2019 také sourozenci Jana Zajíce.
Je jedním ze zakladatelů a šéfredaktorů portálu Moderní dějiny.cz, který slouží jako zdroj materiálů k výuce středoškolského dějepisu. Je spoluautorem knihy Společně dějinami a metodických publikací Rok po roce, Paměť kraje, Pětačtyřicátý a Okamžik rozhodnutí. 
V roce 2017 byl hostem DVTV a také se zúčastnil historických přednášek na ostravském multižánrovém přednáškovém bloku Melting Pot Forum na festivalu Colours of Ostrava.  Několikrát vystupoval díky svým specifickým projektům v médiích, ať už v pořadech či dokumentech České televize anebo v rádiích.  V roce 2019 spolupracoval s YouTuberem Karlem „Kovym“ Kovářem na jeho dokumentu týkajícího se moderních dějin, který měl premiéru na jaře 2020.  V tomto roce byl také nominován na cenu Global Teacher Prize 2019 v České republice. 